# Beronen

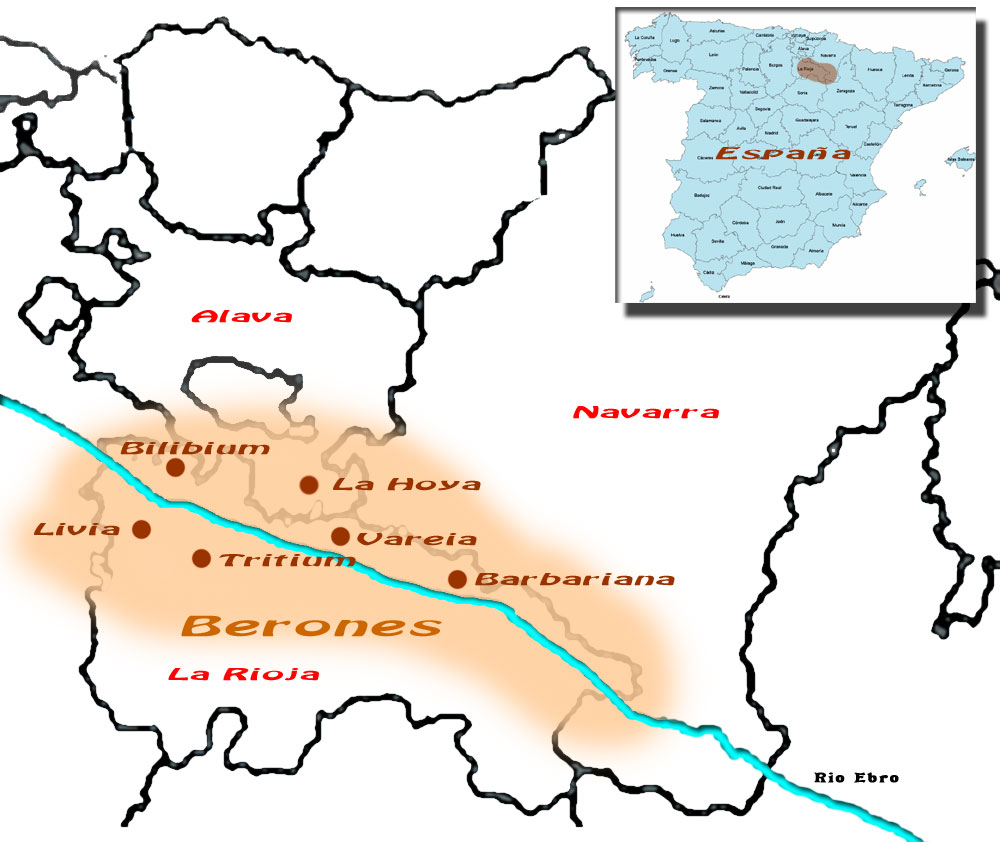
Siedlungsgebiet der Beronen

Die Beronen (spanisch: berones) waren ein prähistorischer, eisenzeitlicher Volksstamm, der laut Strabon im Rahmen der keltischen Migration zusammen mit den Autrigonen im 3. und 2. Jahrhundert v. Chr. in den Norden der Iberischen Halbinsel eingewandert ist. Der Name wird auch von den antiken Historikern Ptolemäus und Titus Livius sowie im Korpus der Schriften Caesars erwähnt.

## Siedlungsgebiet
Das Siedlungsgebiet der Beronen am Oberlauf des Ebro deckte sich im Großen und Ganzen mit den Grenzen der heutigen Provinz La Rioja. Bedeutende Städte oder größere Ansiedlungen waren Strabon zufolge Libia (Leiva oder Herramélluri), Tricium Metallum (Tricio) und Varia (bei der heutigen Stadt Logroño), das als Hauptstadt bezeichnet wird. Das Siedlungsgebiet der Beronen grenzte südöstlich an das der Autrigonen; der Río Tirón und der Río Oja scheinen in etwa die Grenze gebildet zu haben. Vermutungen gehen aber auch dahin, dass die Beronen in den heißen und trockenen Sommermonaten mit ihrem Vieh in die höher gelegenen Bergregionen zogen (Transhumanz), so dass man nur mit Einschränkungen von einer dauerhaften Sesshaftigkeit sprechen kann.

## Römische Invasion
Autrigonen und Beronen werden als Gegenspieler der römischen Invasoren unter der Führung des abtrünnigen Feldherrn Quintus Sertorius in den 70er Jahren des 1. Jahrhunderts v. Chr. genannt. Die Namen beider Stämme tauchen nach dem Sieg eines von Sulla entsandten Heeres im Jahre 72 v. Chr. in der antiken Geschichtsschreibung nicht mehr auf, woraus einige Forscher den Schluss gezogen haben, dass die Bevölkerung beider Stämme möglicherweise in die Sklaverei geführt wurde.